# Forgórészek kiegyensúlyozása
A forgórészek kiegyensúlyozása egy technológiai művelet forgórészek gyártása és karbantartása során, melynek célja az, hogy az üzem közben ébredő, nemkívánatos centrifugális erők nagyságát a kívánt érték alá szorítsák, hogy azok ne okozhassanak kellemetlen, esetenként veszélyes dinamikus terhelést a tengelynél és annak környezeténél. A nemkívánatos centrifugális erők gyártási, szerelési pontatlanságnak, az alkalmazott anyagok inhomogenitásának, illetve annak következménye, hogy ha a forgórész a konstrukcióból következően nem forgástest. A forgórészek felépítése, mérete, rendeltetése, tömege és üzemi fordulatszáma eltérő kiegyensúlyozási technikákat igényel.

## Statikus kiegyensúlyozás

Forgórész statikus kiegyensúlyozása szokásos módon

Prizmákra állított tárcsa statikus kiegyensúlyozása

Merev testnek tekinthető tárcsaszerű, kis üzemi fordulatszámú forgórészek kiegyensúlyozatlanságát elsősorban az okozza, hogy a tömegközéppont nem esik a forgástengelybe. Ez
{\displaystyle F=Ms\omega ^{2}=Mv_{s}\omega \,}
centrifugális erőt okoz, ahol
{\displaystyle M\,} a forgórész tömege,
{\displaystyle s\,} a tömegközéppont és a forgástengely távolsága,
{\displaystyle \omega \,} az üzemi szögsebesség
{\displaystyle v_{s}=s\omega \,} pedig a tömegközéppont kerületi sebessége.
A képletből érzékelhető, hogy a szögsebesség négyzetével nő a kiegyensúlyozatlanságból származó centrifugális erő, ezért gyorsan forgó gépek forgórészeit lényegesen pontosabban kell kiegyensúlyozni. Ezt a centrifugális erőt egy sokkal nagyobb sugáron elhelyezett kis póttömeg centrifugális erejével ellensúlyozni lehet:
{\displaystyle F=Ms\omega ^{2}=mr\omega ^{2}\,}
vagy:
{\displaystyle m=M{\frac {s}{r}}\,}
ahol
{\displaystyle m\,} a pótsúly tömege,
{\displaystyle r\,} a pótsúly távolsága a forgástengelytől.
Ezt a kiegyensúlyozatlanságot azért nevezik statikusnak, mert statikai módszerekkel meg lehet határozni nagyságát és helyét. Magát a műveletet legtöbbször úgy végzik, hogy a forgórész tengelyét két, pontosan vízszintbe állított lécre (prizmára) helyezik. Ilyenkor a forgórész a kiegyensúlyozatlanság hatására elfordul és olyan stabil helyzetet igyekszik felvenni, hogy a tömegközéppontja a lehető legalacsonyabbra kerüljön. A művelet során meghatározott sugárra próbasúlyokat helyeznek addig, amíg az ismételt próbák során a magára hagyott forgórész már nem igyekszik elfordulni. Ha ezt a helyzetet megtalálták, a próbasúlyt véglegessel helyettesítik, vagy az ellenkező oldalról ugyanannyi tömegű anyagot távolítanak el. Ennek a módszernek a pontosságát befolyásolja a prizmák és a tengely között fellépő gördülő súrlódás. A súrlódási kúpszögön belüli kis íven a prizmára helyezett tengely bárhol stabilan megállhat, ez okozza a módszer hibáját.
Néha nem lehet a forgórészt prizmákra helyezni. Ilyen lehet az az eset, ha túlságosan nagyméretű és tömegű a forgórész, vagy ha a művelet során nem áll rendelkezésre tengely. Ilyenkor úgy is elvégezhető a művelet, hogy a tárcsát egy pontosan kijelölt átmérőjén prizma-párra fektetik vízszintes helyzetben. Ha kiegyensúlyozatlanság van, úgy a tárcsa valamelyik irányba lebillen. Addig helyeznek próbasúlyokat a könnyebb oldalra, míg a közömbös egyensúlyi állapotot elérik, majd a tárcsát egy másik (célszerűen az előzőre merőleges) átmérőre helyezik át és a műveletet megismétlik. Az eredmény két, m1 és m2 tömegű ellensúly lesz azonos átmérőjű körön, de egymástól 90°-kal elforgatva. A két ellensúly tömegét vektoriálisan összegezve meghatározható a végleges ellensúly helye és m tömege. (A tömegek skalármennyiségek, de a centrifugális erők vektorok, abszolút értékük azonos sugáron és közös szögsebességgel forgó tömegek esetén arányos a tömegekkel.)

## Merev forgórészek dinamikus kiegyensúlyozása

Dinamikus kiegyensúlyozatlanság és javítása
S - tömegközéppont
M_{p} - Pörgettyűhatás nyomatéka
I_{1} - tehetetlenségi főtengely
A, B - csapágyreakciók kiegyensúlyozás nélkül
m - ellensúly

Dinamikus kiegyensúlyozó gép rugalmas csapággyal.
1-merev csapágy
2-rugalmas csapágy
3-laprugó
4-rezgésérzékelő
5,6-kiegyensúlyozó síkok
7-forgórész

A kritikus fordulatszámuk alatt üzemelő forgórészek gyakorlatilag merev testként viselkednek. A tengelyirányban hosszú, esetleg egy tengelyből és több ráhúzott tárcsából álló, vagy dobszerűen kiképzett forgórészek csak statikus kiegyensúlyozása nem elegendő. Ha ugyanis a forgórész tehetetlenségi főtengelye és a forgástengelye nem esik egybe, a centrifugális erők következtében a tengelyére merőleges nyomaték ébred a forgórészen, ami ugyanúgy periodikus terhelést okoz a csapágyakon és a környezetükön. Azt az egyensúlyhibát, melynél a tömegközéppont a forgástengelybe esik, de a főtengely és a forgástengely nem egyirányú, dinamikus kiegyensúlyozatlanságnak nevezik. Ennek a hibának megszüntetése illetve elfogadható mértékre csökkentése a dinamikus kiegyensúlyozás. A dinamikusan kiegyensúlyozatlan forgórész tengelye vízszintes prizmákra állítva közömbös egyensúlyi helyzetben van, egyik irányban sem törekszik elfordulni, mivel tömegközéppontja a forgástengelybe esik, ezért a kiegyensúlyozáshoz dinamikus kiegyensúlyozó gépeket használnak. Már a tervezés folyamán meg kell tervezni a pótsúlyokat, felerősítésük helyét, illetve azt a helyet ahonnan a forgórészből felesleges tömeget lehet eltávolítani. Fontos, hogy a kiegyensúlyozás síkja tengelyirányban lehetőleg a csapágy közelében legyen.
A dinamikus kiegyensúlyozó gépek a statikus és dinamikus kiegyensúlyozatlanságot egyaránt értékelni tudják. A gépek kétféle elven működnek. Kisebb forgórészekhez (például gépkocsi kerekekhez) mereven ágyazott gépeket használnak. Ezeknél a csapágyreakciókat és helyüket a forgórészhez képest (az ábrán A és B erők) elektronikus erőmérőkkel közvetlenül mérni lehet. Az ilyen gépekhez tartozó célszámítógépen általában be lehet állítani a forgórésznek a méréshez szükséges méreteit (a csapágyak távolságát, az egyensúlyozó síkok helyét és az ellensúlyok sugarát) és a számítógép a mért reakcióerőkből közvetlenül kiszámítja az alkalmazandó ellensúlyok szöghelyzetét és tömegét.
Nagyobb tömegű és üzemi fordulatszámú forgórészeknél rugalmas ágyazású kiegyensúlyozó gépeket használnak. Ezeknél az egyik csapágy alátámasztását lehet rugalmassá tenni, míg a másik csapágy háza mereven megfogott. Ebben az esetben a forgórész a merev csapágy mint fix pont körül lengéseket tud végezni. Az alátámasztás rugómerevségét úgy választják meg, hogy a lengőrendszer viszonylag kis fordulatszámon kerüljön rezonanciába. (Például 3000/perc üzemi fordulatszámú forgórésznél a rezonancia-fordulatszám 300/perc fordulatszám környékére essen.) A mérés során a forgórészt felgyorsítják, majd hagyják kifutni és közben a rugalmasan ágyazott csapágy elmozdulását vagy rezgéssebességét mérik. A rezonancia elérésekor jól mérhető, nagy lengéseket fog végezni a rendszer, míg a kiegyensúlyozatlanság helye a legnagyobb kitérés helyétől 90°-kal visszamérve jelentkezik. Miután a mérést elvégezték, a megfelelő ellensúlyt a rugalmas csapágyhoz közelebb lévő egyensúlyozó síkban helyezik el, majd a rugalmas alátámasztású csapágyat rögzítik, a korábban merev forgórész ágyazását rugalmassá teszik és megismétlik az eljárást. Amennyiben a kiegyensúlyozó síkok nem esnek a csapágyközépre, a fenti eljárás csak közelítő eredményt ad, mert az egyik síkon végzett korrekció a másik csapágyreakciót is módosítja, azért az eljárást többször meg kell ismételni, amíg az eredmény kielégítő lesz. Látható, hogy a rugalmas csapágyon végzett kiegyensúlyozás hosszadalmasabb, de pontosabb, mint a merev csapágyas eljárásnál.

## Rugalmas forgórészek kiegyensúlyozása
A tapasztalatok szerint a forgórészek kritikus fordulatszámuk körülbelül 70%-áig merev testként viselkednek, ezért dinamikus kiegyensúlyozásuk elegendő. E fölött az üzemi fordulatszám fölött azonban a forgórészek rugalmas tulajdonságokat mutatnak. Egy többfokozatú örvényszivattyú alacsony fordulatszámon hiába nem mutat kiegyensúlyozatlanságot, lehet, hogy az egyes tárcsák tömegközéppontja nem esik a forgástengelybe és ez ahhoz vezet, hogy az üzem fordulatszámon (vagy a kritikus fordulatszám(ok)on való áthaladáskor erős rezgések ébrednek a csapágyakban, mivel a rugalmas tengely az egyes tárcsák centrifugális ereje hatására deformálódik. Az ilyen hibákat helyszíni kiegyensúlyozással lehet megszüntetni. Ehhez szükséges, hogy a dinamikus kiegyensúlyozásra szánt, a csapágyak közelében kialakított két kiegyensúlyozó sík mellett a forgórész több más helyén is el lehessen helyezni korrekciós súlyokat, amiről már a tervezés során gondoskodni kell. Az egyensúlyozást rezgésmérőkkel ellenőrzik és általában próbálgatással végzik. Hagyományos kiegyensúlyozó gépekkel a műveletet azért nem lehet elvégezni, mert a forgógépek üzemi fordulatszámon általában olyan nagy ventilációt ébresztenek, amely egyrészt a környezetet károsíthatja, másrészt pedig túlságosan nagy teljesítményszükségletet igényelnének.

## Megengedett maradó kiegyensúlyozatlanság
Az ISO 1940 szabvány rögzíti a statikus kiegyensúlyozatlanság (a tömegközéppont sebességét mm/s mértékegységben) megengedhető értékeit különböző gépek esetén:
| Minőségi fokozat | Tömegközéppont sebessége (mm/s) | Forgórészek, gépek |
| ---------------- | ------------------------------- | --- |
| G 4000           | 4000                            | Lassan forgó, páratlan hengerszámú, stabil vagy hajó dízelmotor forgattyús hajtóműve |
| G 1600           | 1600                            | Stabil, nagy kétütemű motorok forgattyús hajtóműve |
| G 630            | 630                             | Stabil, nagy négyütemű motorok, rugalmasan szerelt hajó dízelmotorok forgattyús hajtóműve |
| G 250            | 250                             | Stabil, gyors négyhengeres motorok forgattyús hajtóműve |
| G100             | 100                             | Hat- vagy többhengeres gyors dízelmotorok forgattyús hajtóműve, komplett autó, teherautó és mozdony motorok (dízel és benzines) |
| G40              | 40                              | Gépkocsikerekek, keréktárcsák, csoportkerekek, csuklóstengelyek. Rugalmasan szerelt, gyors, hat vagy többhengeres négyütemű motorok forgattyús hajtóműve. Autók, teherautók és mozdonyok hajtóművei. |
| G16              | 16                              | Csuklós tengelyek (hajócsavar tengely, kardántengely) különleges követelményekkel. Aprítógépek, mezőgazdasági gépek alkatrészei. Személy- és tehergépkocsik, mozdonyok egyes alkatrészei. Hat vagy több hengeres motorok forgattyús hajtóműve különleges követelményekkel |
| G 6.3            | 6,3                             | Gyártástechnológiai készülékek alkatrészei, centrifuga dobok, papíripari hengerek, nyomdai hengerek, ventilátorok, repülőgép gázturbina forgórészek, lendkerekek, szivattyú forgórészek, szerszámgépek és általános gépipari alkatrészek, közepes és nagy villamos motorok forgórészei, kis, tömeggyártású villamos motorok rezgéserős környezetben vagy rezgésszigetelt szereléssel, különleges követelményű robbanómotorok alkatrészei. |
| G 2.5            | 2,5                             | Gáz- és gőzturbinák, turbogenerátorok, sugárhajtóművek, szerszámgépek, közepes és nagy motorok forgórészei különleges követelményekkel, kismotorok forgórészei. |
| G1               | 1                               | Kismotorok forgórészei különleges követelményekkel, köszörűgépek, magnetofon hajtások |
| G 0.4            | 0,4                             | Precíziós köszörűgépek alkatrészei, giroszkópok |

## Külső hivatkozások
- Szabó József Zoltán: Rezgéscsökkentés lehetőségei forgórészek helyszíni kiegyensúlyozásával
- Forgórész dinamikus kiegyensúlyozása I[halott link]
- Forgórészek helyszíni kiegyensúlyozása
- Statikus kiegyensúlyozás
- Rotating Machinery Rotor Balancing
- Rugalmas forgórészek - technikák és tűrések kiegyensúlyozásra. (angol)
- Ali M. Al-Shurafa: A kiegyensúlyozás minőségi határainak megállapítása (angol)
- Merev forgórészek kiegyensúlyozási követelményei (angol)